# Quint Cecili Metel (cònsol)
Quint Cecili Metel (llatí: Quintus Caecilius L. f. L. n. Metellus) va ser un magistrat romà, fill de Luci Cecili Metel. Ciceró el menciona com a bon orador. L'oració fúnebre que va pronunciar quan va morir el seu pare ha estat conservada en extracte per Plini.
Va ser elegit pontífex l'any 216 aC, edil plebeu l'any 209 aC, i edil curul el 208 aC. L'any 207 aC va servir a l'exèrcit del cònsol Claudi Neró, i va ser un dels legats enviats a Roma per a anunciar la victòria romana i la mort d'Àsdrúbal. Gràcies a la seva actuació en aquesta guerra va ser elegit cònsol l'any següent per l'any 205 aC amb Luci Vetri Filó, que havia servit amb ell a la campanya contra Àsdrubal. Quan va tornar a Roma, va ser nomenat magister equitum de Marc Livi Salinator, que havia estat nomenat dictador per a la celebració de comicis, i va ser en aquests comicis (l'any 206 aC) que va ser elegit cònsol amb Veturi Filó. Els cònsols van rebre Brucis com a província per seguir la guerra contra Hanníbal, però en el seu període de mandat no van fer res especialment important. Va restar al Brútium com a procònsol l'any següent, el 204 aC.
A finals d'any va tornar a Roma i va ser nomenat dictador per dirigir els comicis. Després va participar en la guerra contra els cartaginesos fins al 201 aC. Metel, com altres contemporanis seus, va prendre part activa en la guerra contra Hanníbal però quan aquesta es va acabar l'any 201 aC, va dir al senat que no considerava que el seu acabament fos una benedicció per a Roma, ja que temia que el poble romà tornés a enfonsar-se en l'antiga passivitat, de la que havia despertat per la presència d'Hanníbal.
Metel va viure molts anys, i va exercir diversos càrrecs públics. El 201 aC va ser nomenat decemvir per repartir la terra pública al Samni i a la Pulla entre els soldats romans que havien servit a la guerra contra Hanníbal. L'any 185 aC va ser un dels ambaixadors enviats a Felip de Macedònia i també a la Lliga Aquea. Metel es menciona en els debats del senat de l'any 193 aC, i encara vivia l'any 179 aC, perquè Titus Livi fa referència a un discurs seu als censors.la seva adreça als censors.